# Batalla de Fortín
La Batalla de Fortín tuvo lugar el 19 de abril de 1862 en Fortín, en el estado de Veracruz, México, entre elementos del ejército mexicano de la república al mando del coronel Félix Díaz Mori y tropas francesas al servicio del Segundo Imperio Francés durante la Segunda Intervención Francesa en México. El resultado fue una victoria francesa.
Este es conocido como el primer hecho de armas entre tropas francesas y mexicanas. Un destacamento de caballería mexicana al mando del coronel Félix Díaz combatió a una vanguardia francesa. El coronel Díaz fue herido por los zuavos y cayó prisionero, aunque logró escapar.
Para conmemorar dicho evento, el general Porfirio Díaz mando erigir un monumento que actualmente se encuentra en el parque Venustiano Carranza, frente a la entrada posterior del Palacio Municipal de Fortín.

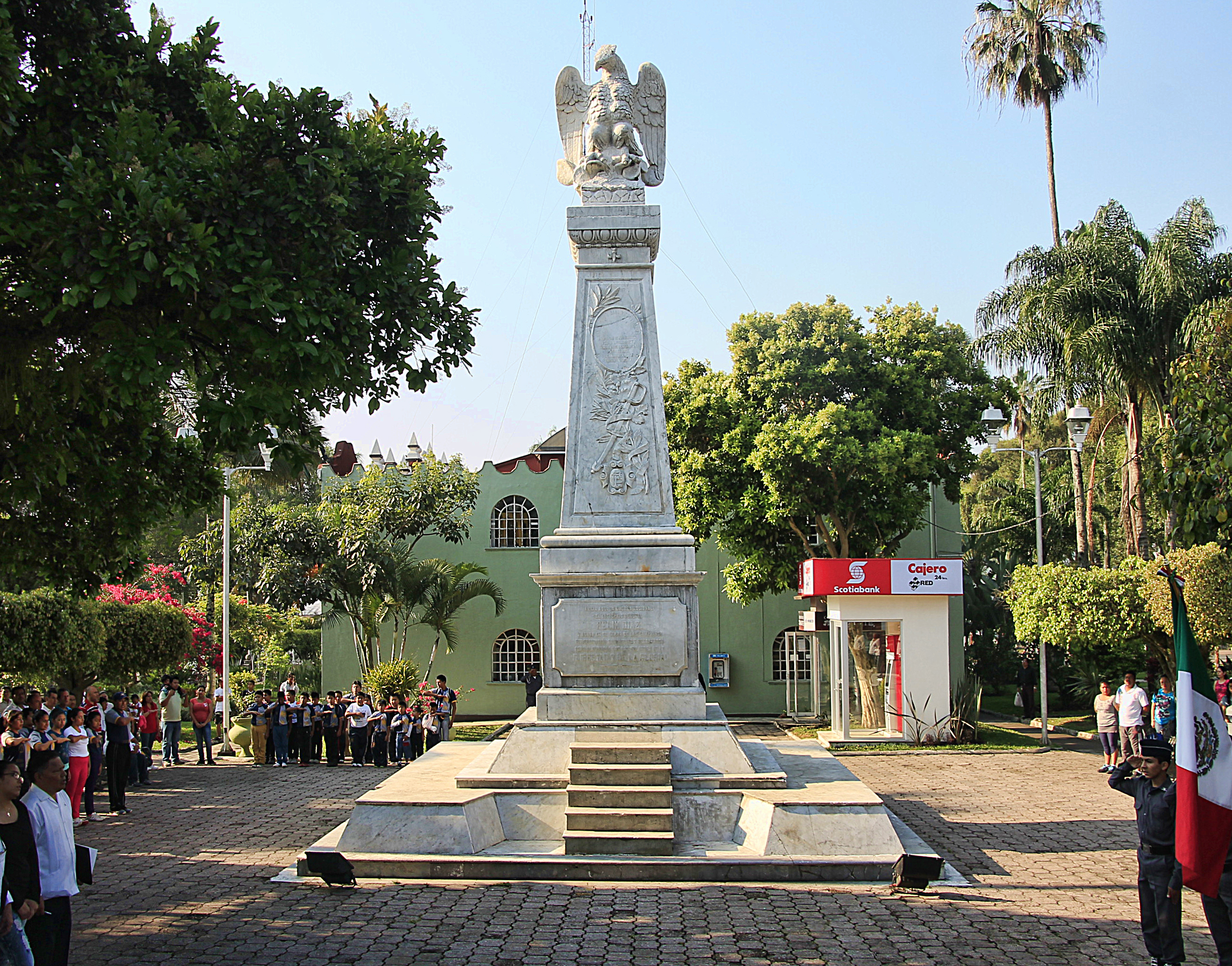
Monumento del Águila ubicado en el parque Venustiano Carranza, Fortín de las Flores.